# Momoros
Momoros, na mitologia celta gaulesa, é um druida, cujo nome significaria "o cisne". 
Segundo a lenda é, juntamente com o rei Atepomaros, um dos fundadores da cidade de Lyon. Vindos do norte, pararam numa colina localizada nas bermas do rio Saône. Seguindo as instruções de um oráculo, iniciam a construção de uma cidade, quando o local é invadido por imensos corvos. Sendo esse animal indicador da presença do deus Lug, a cidade é nomeada "Lugduno", isto é, a fortaleza (ou colina) de Lug.